# Carlota I de Luxemburg
Carlota I de Luxemburg (Charlotte Aldegonde Élise Marie Wilhelmine) (Castell de Berg, 23 de gener del 1896 - Castell de Fischbach, 9 de juliol del 1985). Gran duquessa de Luxemburg des de l'any 1919 fins a la seva abdicació l'any 1964.
Nascuda al Castell de Berg al Gran ducat de Luxemburg, el dia 23 de gener de l'any 1919 sent la segona filla del gran duc Guillem IV de Luxemburg i de la infanta Maria Anna de Portugal. Per via paterna era neta del gran duc Adolf I de Luxemburg i de la princesa Adelaida d'Anhalt i per via materna del rei Miquel I de Portugal i de la princesa Adelaida de Löwenstein-Wertheim-Rosenberg.
Quan les tropes alemanyes ocuparen Luxemburg durant la Segona Guerra Mundial, Carlota es va exiliar a Londres. El dia 6 de novembre de l'any 1919 es va casar amb el príncep Fèlix de Borbó-Parma, fill del duc Robert I de Parma i de la infanta Maria Antònia de Portugal. La parella tingué sis fills:
- Joan I de Luxemburg, nascut al Castell de Berg l'any 1921. Es casà amb la princesa Josepa Carlota de Bèlgica el 1956.

- Elisabet de Luxemburg, nascuda al Castell de Berg l'any 1922. Es casà amb el duc Francesc Ferran de Hohenberg el 1956.

- Maria Adelaida de Luxemburg, nascuda al Castell de Berg l'any 1924. Es casà amb Karl Josef, Comte Henckel von Donnersmarck l'any 1958.

- Maria Gabriela de Luxemburg, nascuda al Castell de Berg l'any 1925. Es casà el 1951 amb l'aristòcrata Knud Johan Ludvig Lehnsgraf Holstein til Ledreborg.

- Carles Felip de Luxemburg, nascut al Castell de Berg l'any 1927 i mort a la localitat italiana d'Imbercati l'any 1977. Es casà amb la ciutat estatunidenca Joan Douglas Dillon l'any 1967.

- Alix de Luxemburg, nascuda al Castell de Berg l'any 1929. Es casà l'any 1950 amb el príncep Antoni de Ligne.

El dia 14 de gener de l'any 1919, la gran duquessa Maria Adelaida I de Luxemburg, germana de Carlota, es veié obligada a abdicar i Carlota esdevingué gran duquessa de Luxemburg. A diferència de la seva germana, Carlota renuncià a ser present de forma activa, fins i tot extraconsitucionalment, a la vida política luxemburguesa.
El 28 de setembre de l'any 1919 s'aprovà en un referèndum una nova constitució pel país que garantia la continuïtat de la monarquia i consolidava Carlota com a cap d'estat. A més a més, la nova constitució limitava el poder de la monarquia.
Durant la Segona Guerra Mundial la família gran ducal s'exilià al Canadà, a Mont-real, i tant el príncep Fèlix com el príncep Joan participaren a l'alliberament del Gran Ducat.
El dia 12 de novembre de l'any 1964, Carlota abdicà en favor del seu fill el príncep Joan que ja havia exercit la regència durant tres anys. La gran duquessa va morir de càncer el dia 9 de juliol de 1985 al Castell de Fischbach, quinze anys després del seu marit.